# Dansk-tyske grænse
 Ikke at forveksle med filmen Grænsen.
Den dansk-tyske grænse (på dansk ofte blot kaldet grænsen eller landegrænsen) er 68 km lang og adskiller Danmark og Tyskland.

## Historie
Ved en traktat i 811 blev Ejderen anerkendt som grænse mellem Danmark og Frankerriget. Langs Ejderen var der ubeboede områder præget af sump og skov. Syd herfor boede der saksere, og mod sydøst slavere.
Ejderen forblev op til 1864 grænseflod mellem Sønderjylland eller Hertugdømmet Slesvig (som dansk rigslen) og Hertugdømmet Holsten (som tysk-romersk rigslen, fra 1815 medlem af det tyske forbund). Sproggrænsen lå i middelalderen mellem Egernførde og Husum, men vandrede efterhånden mod nord.
Defitionen af grænsen var dog i praksis uklar, og dette skulle senere blive et stort stridspunkt i 1800-tallet. Der var flere slags grænser: Grænsen mellem kongeriget og hertugdømmerne gik ved Kongeåen, den statsretlige grænse mellem Slesvig som dansk og Holsten som tysk lensområde gik ved Ejderen, og sydgrænsen for den danske helstat (det danske monarki) gik ved Elben og Hamborgs bygrænse.

### Grænsen af 1864
I 1864 blev hertugdømmerne Slesvig og Holsten erobret af Prøjsen, og derefter blev der etableret en international grænse mellem Danmark og den prøjsiske provins Slesvig-Holsten. De kongerigske enklaver blev af praktiske grunde givet til Preussen, men til gengæld fik Danmark lov at beholde nogle slesvigske sogne sydøst for Kolding. Grænsen 1864-1920 gik 5 km syd for Ribe og derefter i en kurve mod nord 5 km fra Ribe, hvor den ramte Kongeåen, som den fulgte indtil syd om Vamdrup. Her fortsatte den mod øst til Lillebælt, lige nord for Christiansfeld. Vamdrup station blev den vigtigste grænseovergang på jernbanen mellem Danmark og Tyskland.

### Clausenlinjen, genforeningen og grænsen af 1920
Omkring 1890 foreslog historikeren H.V. Clausen en grænselinje, som stort set er den nuværende – den såkaldte Clausenlinje. Dette svarede til den tidligere grænse mellem dansk og tysk kirkesprog, og den svarede stort set til grænsen mellem flertal for dansk og tysk sindelag. Sproggrænsen gik dog 10-20 km længere mod syd – det vil sige at det midtslesvigske område var primært dansktalende (sønderjysk dialekt) og tysksindet. Forholdet i Flensborg by var omvendt: tysktalende, men med dansksindet flertal endnu i 1867. Clausen undlod derfor at definere linjen omkring Flensborg. Clausen havde et stort lokalkendskab, og linjen fulgte stort set den bredt anerkendte skillelinje mellem Nordslesvig og Mellem-/Sydslesvig.
I fredsaftalen fra 1864 var der lovet en mulighed for at Nordslesvig kunne vælge sit tilhørsforhold ved en afstemning. Paragraffen blev ophævet i 1879. Da Tyskland tabte 1. verdenskrig, blev det i fredstraktaten af Versailles af 1919 igen fastlagt at der skulle afholdes en afstemning i Slesvig.
Ved folkeafstemningen i 1920 stemte et flertal i Nordslesvig (det nuværende danske Sønderjylland) for at komme til Danmark, mens et flertal i Mellemslesvig stemte for Tyskland. Kun nogle ganske små områder syd for afstemningsgrænsen havde dansk flertal. Tre ud af de fire købstæder i Nordslesvig havde tysk flertal, men to af de tre var omringet af danske flertalsområder, og det var på forhånd besluttet at hele Nordslesvig-zonen skulle holdes samlet.
Resultatet blev genforeningen af 1920, hvor grænsen blev trukket mellem de to afstemningszoner, hvilket er den nuværende grænse. Sproggrænsen lå stadig noget længere mod syd. Siden 1950'erne har sproggrænsen stort set fulgt statsgrænsen, men der findes stadig nogle ældre talere af dansk (sønderjysk) i bæltet 5-10 km syd for grænsen.
Konsekvensen af grænsen blev i mellemkrigstiden at der var et relativt stort tysk mindretal i Danmark, især i området mellem Tinglev, Tønder og grænsen. De tyske nordslesvigere krævede en grænseflytning mod nord gennem hele mellemkrigstiden, og store dele af mindretallet sluttede sig senere til nazismen. Det danske mindretal i Sydslesvig var derimod relativt lille og primært aktivt i Flensborg, indtil der kom stor tilslutning til mindretallet fra 1945.

### Krav om grænseflytning efter 1945
Efter 2. verdenskrig blev forholdene omvendt: Det danske mindretal syd for grænsen voksede stærkt, og der kom krav om at flytte grænsen mod syd. Den danske regering erklærede dog allerede den 9. maj 1945, at "grænsen ligger fast". Dette blev i svar på briternes septembernote i efteråret 1946 bekræftet, men store dele af den danske og sydslesvigske befolkning var uenig. De store danske sympatier syd for grænsen blev svækket i løbet af 1947, efterhånden som forventningen om grænseflytning svandt. Men som varigt resultat var det danske mindretal blevet styrket og organiseret i hele Sydslesvig.
Den danske (sønderjyske) dialekt forblev efter 1920 dagligsproget i sognene lige syd for grænsen, både hos tysk- og dansksindede, men blev fortrængt fra 1950'erne og frem pga. tilflytning sydfra og flygtninge fra de tyske østområder. Den slesvig-holstenske regering støttede tilflytningen via landbrugs- og egnsudvikling i Programm Nord fra 1953,, som både havde økonomiske og nationalpolitiske formål. Som modsvar på den dansksindede bevægelse blev der også skabt en tysk kulturoffensiv, bl.a. med foreningen Grenzfriedensbund.
Det tyske mindretal nord for grænsen oplevede tilbagegang efter 1945, og alle krav om grænseflytning blev opgivet. Ikke-nazistiske kredse i det tyske mindretal besluttede at fortsætte det kulturelle arbejde og afgav en loyalitetserklæring til Danmark den 1. december 1945.
Mindretallene på begge sider er nu støttede af henholdsvis den danske og den tyske stat, men især syd for grænsen var der utilfredshed hos det danske mindretal med at de danske privatskoler og børnehaver ikke fik samme tilskud som den offentlige skole. Siden 2014 er de danske skoler i Sydslesvig nu ligestillet med de tyske
Ifølge Morgenthauplanen fra 1944 skulle den danske sydgrænse flyttes ned til kanalzonen nord for Kielerkanalen , og kanalzonen skulle internationaliseres. Planen gik ud på at reducere det besejrede Tyskland til en landbrugsstat og overføre store områder til nabolandene som krigsskadeerstatning og for at forhindre fremtidig tysk aggressivitet. Planen var aldrig officiel politik, kun et forslag fra den amerikanske finansminister Henry Morgenthau, og blev droppet senest 1947.

## Grænseovergange
Der findes en række grænseovergange mellem Danmark og Tyskland langs grænsen mellem de to lande i Region Syddanmark omgivet af de danske kommuner Tønder, Aabenraa og Sønderborg, og de tyske Kreise Nordfrisland og Slesvig-Flensborg i delstaten Slesvig-Holsten. Landegrænsen er ca. 60 km lang.
| Billede | Dansk vejnavn            | Tysk vejnavn                     | Type af passage | Karakteristikum               | Toldhus | Position                                    |
| ------- | ------------------------ | -------------------------------- | --------------- | ----------------------------- | ------- | ------------------------------------------- |
|         | Slusevej                 | -                                | Vej             | -                             | -       | 54°54′40″N 8°38′19″Ø / 54.91115°N 8.63868°Ø |
|         | Siltoftvej               | K98 Norddeich                    | Vej             | Gammel vagtpost               | -       | 54°54′41″N 8°40′11″Ø / 54.91131°N 8.6696°Ø  |
|         | Rudbølvej                | L312 Rosenkranzer-Straße         | Vej             | Nationalt hastighedsskilt     | Ja      | 54°53′48″N 8°45′01″Ø / 54.89669°N 8.75033°Ø |
|         | Møllehusvej              | L6 Landesstraße 6                | Vej             | Nationalt hastighedsskilt     | -       | 54°54′22″N 8°49′56″Ø / 54.90608°N 8.83231°Ø |
|         | Bramming-Tønder-banen    | Marschbahn                       | Jernbane        | -                             | -       | 54°53′58″N 8°52′22″Ø / 54.89938°N 8.87289°Ø |
|         | 11 Sønder Løgum Landevej | Bundesstraße 5                   | Vej             | Nationalt hastighedsskilt     | Ja      | 54°54′14″N 8°54′37″Ø / 54.90385°N 8.91034°Ø |
|         | Vindtvedvej              | -                                | Vej             | Lille skilt der viser kommune | -       | 54°54′00″N 8°57′46″Ø / 54.89996°N 8.96273°Ø |
|         | Beierskrovej             | Beyersweg                        | Vej             | Lille skilt der viser kommune | -       | 54°53′23″N 8°59′49″Ø / 54.88975°N 8.99681°Ø |
|         | Pebersmarkvej            | L313 Pepersmarker Weg            | Vej             | Nationalt hastighedsskilt     | Ja      | 54°52′18″N 9°04′44″Ø / 54.87165°N 9.07882°Ø |
|         | Grænsevejen              | Bögelhuus                        | Vej             | Nationalt hastighedsskilt     | -       | 54°52′23″N 9°08′31″Ø / 54.87303°N 9.14207°Ø |
|         | Sofiedalvej              | Zur Fehle                        | Vej             | Nationalt hastighedsskilt     | -       | 54°50′59″N 9°14′25″Ø / 54.84984°N 9.24032°Ø |
|         | Kristiansmindevej        | Wilmkjerweg                      | Vej             | Lille skilt der viser kommune | -       | 54°48′11″N 9°17′25″Ø / 54.80309°N 9.29032°Ø |
|         | E45 Sønderjyske Motorvej | Bundesautobahn 7                 | Vej             | Nationalt hastighedsskilt     | Ja      | 54°48′21″N 9°19′41″Ø / 54.80574°N 9.32817°Ø |
|         | Industrivej (Padborg)    | L17 Landesstraße 17              | Vej             | Nationalt hastighetsskilt     | Ja      | 54°48′58″N 9°21′40″Ø / 54.81615°N 9.36112°Ø |
|         | Vamdrup-Padborg-banen    | Bahnstrecke Fredericia–Flensburg | Jernbane        | -                             | -       | 54°48′55″N 9°21′47″Ø / 54.81525°N 9.36301°Ø |
|         | Haraldsvej               | -                                | Gangsti         | -                             | -       | 54°49′02″N 9°21′49″Ø / 54.8172°N 9.36373°Ø  |
|         | Rønsdamvej               | -                                | Gangsti         | Rød-hvid vejbom               | -       | 54°50′02″N 9°22′33″Ø / 54.8338°N 9.37583°Ø  |
|         | -                        | -                                | Gangsti         | -                             | -       | 54°50′20″N 9°23′07″Ø / 54.83876°N 9.38521°Ø |
|         | 170 Flensborgvej (Kruså) | Bundesstraße 200                 | Vej             | Nationalt hastighedsskilt     | Ja      | 54°50′22″N 9°24′16″Ø / 54.83956°N 9.40443°Ø |
|         | Madeskovvej              | Teichweg                         | Gangsti         | -                             | -       | 54°50′32″N 9°24′26″Ø / 54.8422°N 9.40712°Ø  |
|         | Skomagerhusvej           | Dammweg                          | Gangsti         | -                             | -       | 54°49′55″N 9°25′13″Ø / 54.83198°N 9.42032°Ø |

## Schengen og afskaffelse af grænsekontrol
I 2001 blev al fast grænsekontrol fjernet som følge af Schengen-aftalen. Derefter kan grænsen passeres frit. Der er ingen forhindring mod passage af grænsen, ud over markering med grænsesten og skiltning på de veje, der krydser grænsen.
I kølvandet på den svenske og norske grænsekontrol i forbindelse med flygtningekrisen i Europa 2015 indførte regeringen den 4. januar 2016 midlertidig grænsekontrol mellem Danmark og Tyskland fra kl. 12 samme dag.
Grænsen blev helt lukket under Coronakrisen i 2020 fra både dansk og tysk side.

## Vildsvinehegnet
I 2017 fremlagde den danske regering planer om et hegn mod vildsvin langs hele grænsen, med det formål at beskytte dansk landbrug mod smitte fra afrikansk svinepest, som har bredt sig i Østeuropa. Kritikere rejste tvivl om nytten af hegnet, bl.a. fordi vildsvinene også kan svømme over Flensborg Fjord. Hegnet blev rejst i 2019.
I 2020/21 har også Tyskland opført et vildsvinehegn langs den tysk-polske grænse.

## Kort
- Sydgrænsen for dansk bosætning i det sydlige Jylland, rekonstrueret ud fra fordelingen af stednavnene.
- Hertugdømmerne Slesvig, Holsten og Lauenborg (før 1864).
- Grænseforslag under Londonkonferencen 1864.
- Resultater fra afstemningen i 1920.